# Totally Fucked Up
Pour plus de détails, voir Fiche technique et Distribution.
Totally Fucked Up (généralement censuré en Totally F***ed Up sur les outils de promotion et dans la presse),  est un film américain réalisé par Gregg Araki, sorti en 1993.

## Synopsis
La vie n'est pas gaie tous les jours pour un groupe d'adolescents homosexuels à Los Angeles. Virés du domicile familial par leurs parents, ils doivent faire face aux fachos qui les harcèlent, au sida qui sévit et aux mœurs légères de leurs compagnons d'infortune,...

## Fiche technique
- Titre : Totally F***ed Up
- Réalisation et scénario : Gregg Araki
- Producteurs : Gregg Araki, Andrea Sperling, Alberto García
- Pays d'origine : États-Unis
- Format : Couleurs - 1,37:1 - Mono - 35 mm
- Genre : Drame
- Durée : 78 minutes
- Date de sortie : 1993

## Distribution
- James Duval : Andy
- Roko Belic : Tommy
- Susan Behshid : Michele
- Jenee Gill : Patricia
- Gilbert Luna : Steven
- Lance May : Deric
- Alan Boyce : Ian
- Craig Gilmore : Brendan
- Nicole Dillenberg : Dominatrix
- Johanna Went : Excalibur Lady
- Robert McHenry : Andy's Trick
- Brad Minnich : 'guy don't touch mine'
- Michael Costanza : Everett
- Joyce Brouwers : mère de Deric
- Clay Walker : sdf atteint du sida